# Dragon Eternity
Dragon Eternity («Дракони вічності») — кроссплатформена комп'ютерна гра в жанрі MMORPG, розроблена студією Q1 і випущена компанією Game Insight в 2011 році. Гра доступна для мобільних пристроїв на базі iOS і Android, в соціальній мережі Facebook, а вебверсія Dragon Eternity доступна через браузер. Гра розповсюджується за моделлю Free-to-play.

## Історія
Перша версія гри Dragon Eternity розроблена для веббраузерів, побачила світ у квітні 2011 року. В кінці березня 2013 року гра стала доступна користувачам iPad в магазині додатків Apple App Store. У вересні того ж року Dragon Eternity стали доступні в соціальній мережі Facebook, в магазині додатків Google Play, а також в Apple App Store для користувачів iPhone. В кінці 2013 року гра була випущена в Кореї. На початку 2014 року в грі було зареєстровано понад дев'ять мільйонів гравців.

## Ігровий процес
Дія гри відбувається в чарівному світі Адан, де дві ворогуючі імперії — Садар і Валор — змушені об'єднати свої сили проти древніх темних богів. На початку свого шляху гравець створює персонажа, якого в подальшому буде розвивати і покращувати. У грі представлено більше 1000 PvE-завдань, кілька PvP-режимів, а також міні-ігри, які допомагають урізноманітнити ігровий процес. Гравці можуть не тільки змагатися один з одним, але і об'єднуватися в клани для того, щоб спільно з друзями брати участь в боях і виконувати більш складні завдання. Практично за будь-яку дію, крім торгівлі, гравець отримує досвід, за битви з іншими гравцями — доблесть і героїзм. У міру розвитку персонажа ці характеристики поліпшуються, паралельно приносячи гравцеві нові предмети екіпіровки. На певному рівні у всіх персонажів з'являється можливість завести власного дракона, який буде допомагати їм у битвах. Чим вище рівень гравця, тим складніші завдання з дорогими нагородами стають доступні.
У грі існує кілька класів персонажів, кожному з яких доступні кілька шкіл магії. Клас персонажа визначається надягнутим амулетом. Таким чином, гравці можуть змінювати характеристики і вміння своїх персонажів, лише змінивши екіпіровку.
Метою гри є постійний розвиток персонажа, поліпшення його бойових характеристик, підвищення репутації і боротьба за верхній рядок в загальному рейтингу.